# بريندا هيلمان
بريندا هيلمان (بالإنجليزية: Brenda Hillman)‏ هي كاتِبة وأستاذة جامعية ومترجمة وشاعرة أمريكية، ولدت في 27 مارس 1951 في توسان في الولايات المتحدة.